# The PracTeX Journal
The PracTeX Journal, или једноставно PracTeX, познат и као TPJ, је онлајн часопис фокусиран на практичну употребу система за обликовање TeX. Прво издање изашло је у марту 2005. године. Објављује га TeX Users Group и намерава да буде допуна њиховом примарном штампаном часопису TUGboat. Часпопис The PracTeX Journal је последњи пут објављен у октобру 2012. године..
Теме обухваћене у PracTeX укључују:
- објављивање пројеката или активности остварених коришћењем TeX-а
- проблеме који су решени коришћењем TeX-а или проблеме са TeX-ом који су решени
- како користити одређене LaTeX пакете
- питања и одговори
- увод за почетнике

Редакција укључује многе дугогодишње и познате TeX програмере, укључујући Lance Carnes, Arthur Ogawa, и Hans Hagen.